# Тукмак (Каркалинское сельское поселение)
Тукмак  — деревня в Лениногорском районе Татарстана. Входит в состав Каркалинского сельского поселения.

## География
Находится в южной части Татарстана на расстоянии приблизительно 14 км на запад-юго-запад по прямой от районного центра города Лениногорск у речки Инэш.

## История
Основана в 1920-х годах.

## Население
Постоянных жителей было: в 1926—412, в 1938—397, в 1949—344, в 1958—281, в 1970—222, в 1979—133, в 1989 — 50, в 2002 году 39 (татары 100 %), в 2010 году 36.